# Nationalpark Mols Bjerge
Der Nationalpark Mols Bjerge ist ein Schutzgebiet im Osten der jütländischen Halbinsel Djursland in Dänemark. Der Nationalpark ist 180 km² groß und umfasst große Wald-, Heide- und Grünlandflächen sowie Seen und Küstengebiete. Die Hügel von Mols Bjerge gaben dem Gebiet seinen Namen. Höchste Erhebung ist der Agri Bavnehøj mit einer Höhe von 137 Metern.

## Natur und Landschaft
Die Landschaft wurde von der letzten Eiszeit gebildet, deren zurückgelassene Sand- und Steinmaterialien die heutigen Hügel bilden.
Heute findet man hier eine abwechslungsreiche Landschaft vor, die vielen Pflanzen und Tieren eine Lebensgrundlage bietet. Dies trifft gerade auf licht- und wärmebedürftige Arten zu, die auf den trockenen, sandigen, sonnenreichen Hängen leben. Dies sind Pflanzen wie die Küchenschelle, Pechnelke und Sand-Strohblume. Auch Schmetterlinge und viele andere Insekten sowie wechselwarme Tiere wie Eidechsen und Kreuzottern sind hier zu finden.

## Geschichte
Grabhügel belegen die frühe Besiedlung des Gebietes. Bereits in der Steinzeit begann man, den hier vorhandenen Wald zu roden.
Durch die Brandwirtschaft, den fortgesetzten Holzeinschlag und die Beweidung des Gebietes gab es um 1688 nur noch drei kleinere Wälder, während der Rest als Weiden, teilweise als Äcker genutzt oder zu Heideflächen wurden.

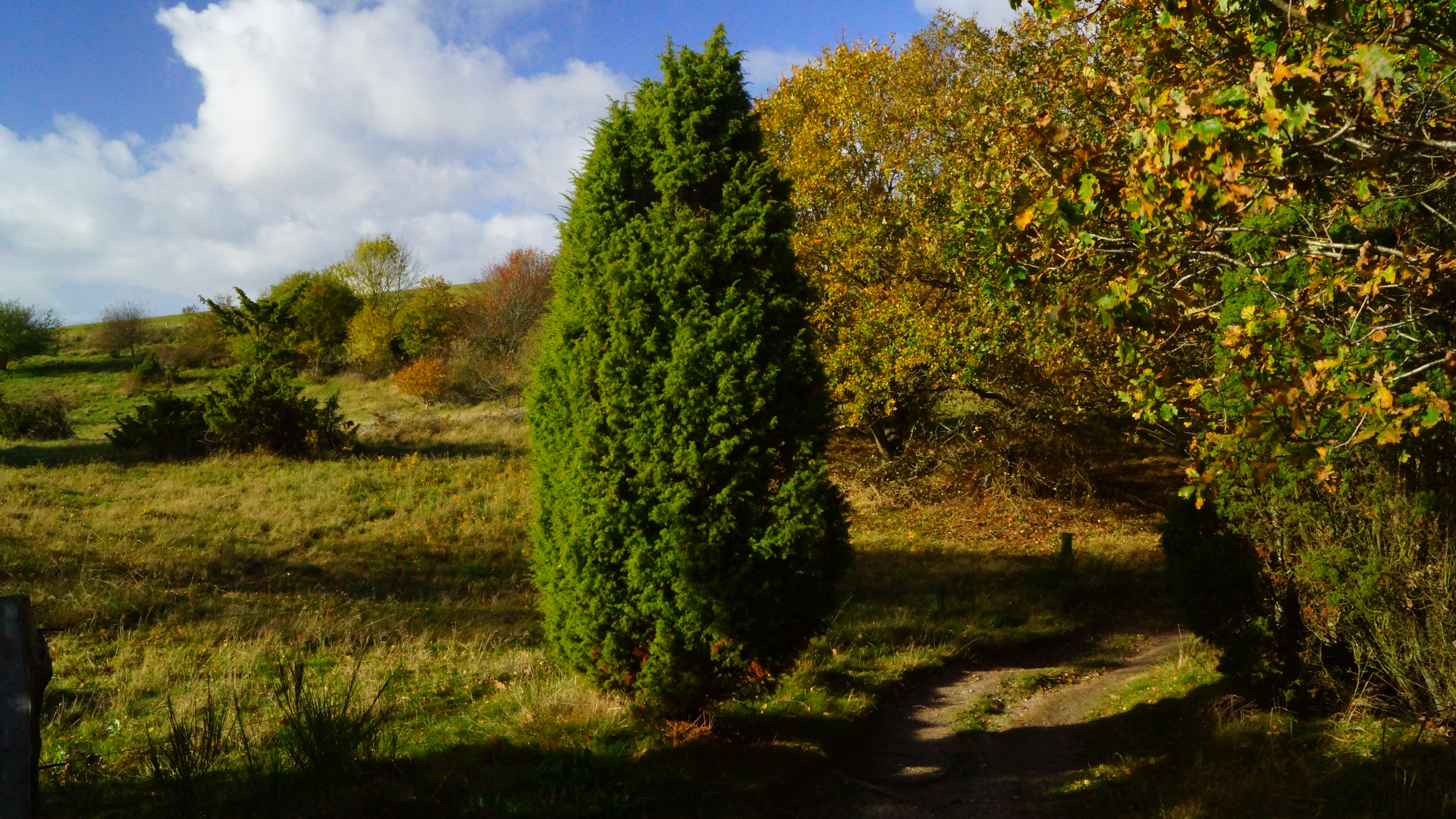
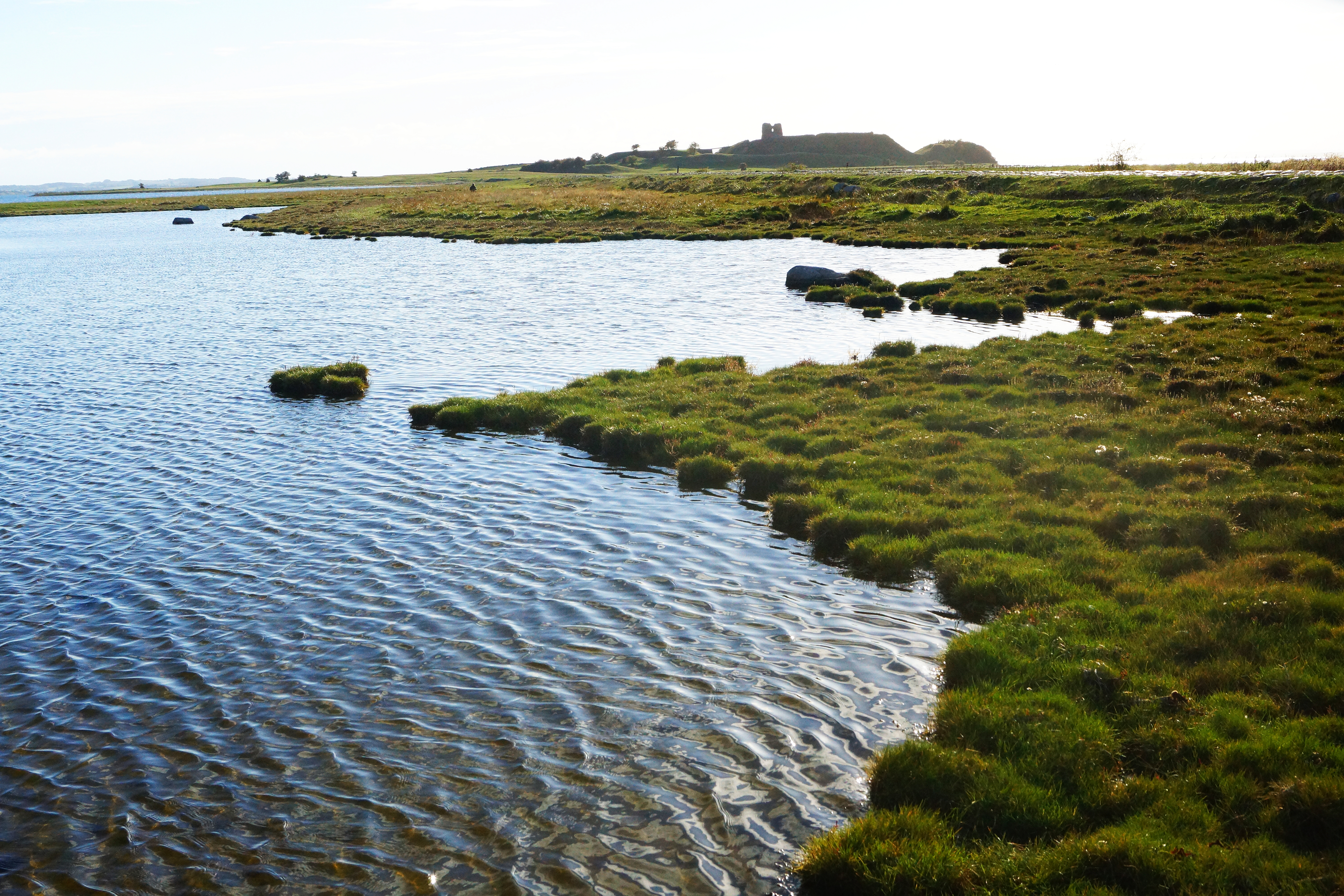
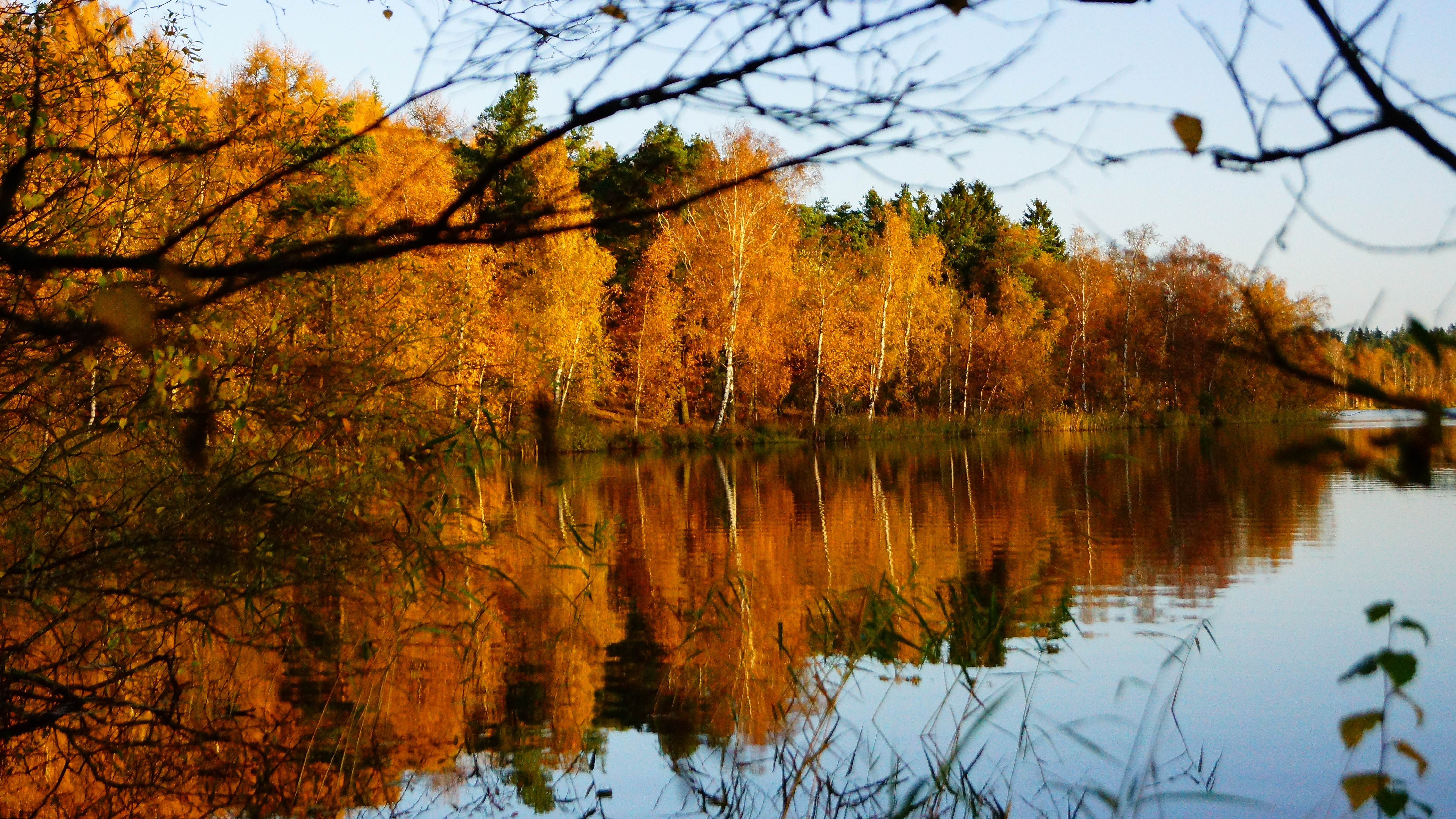
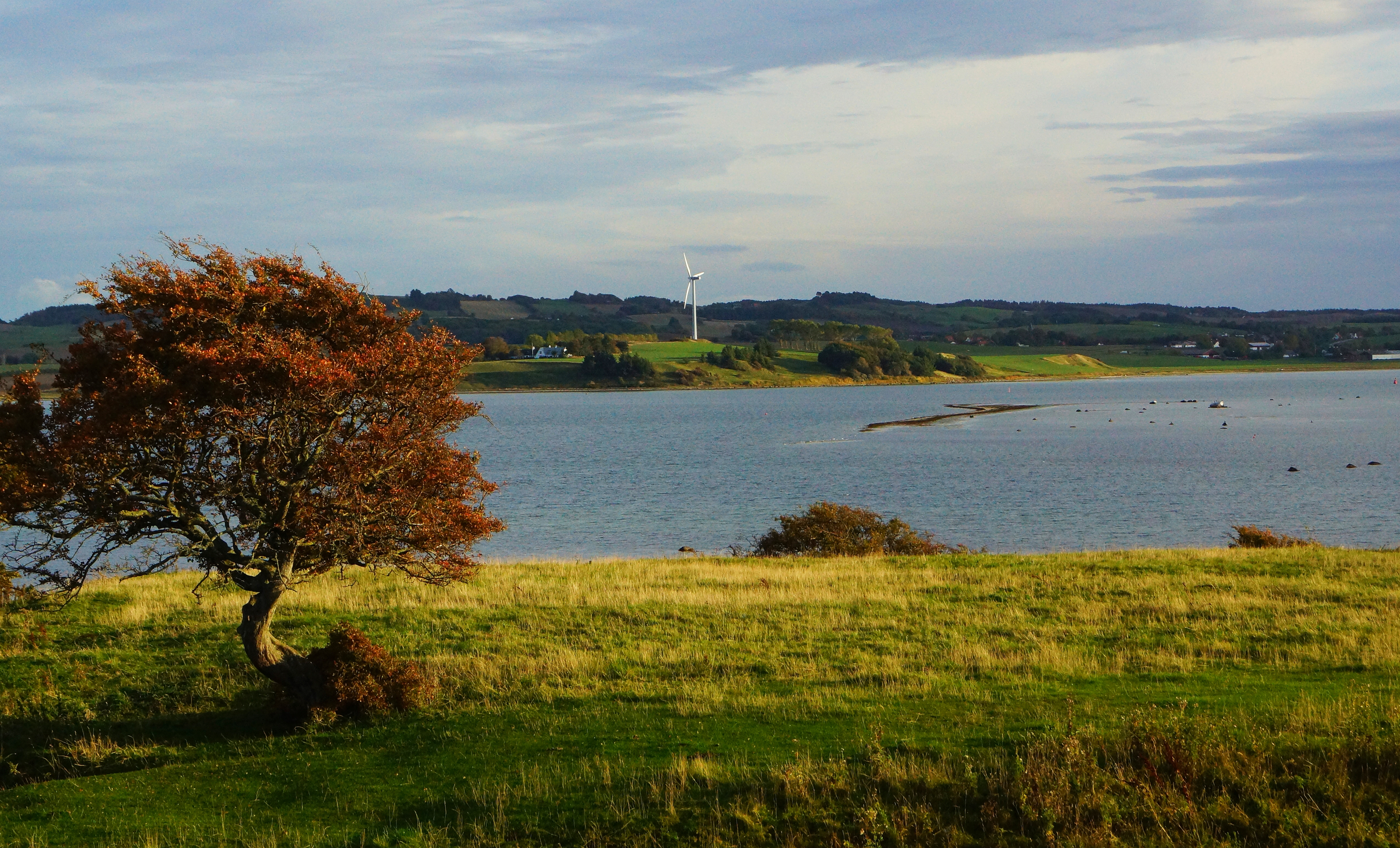
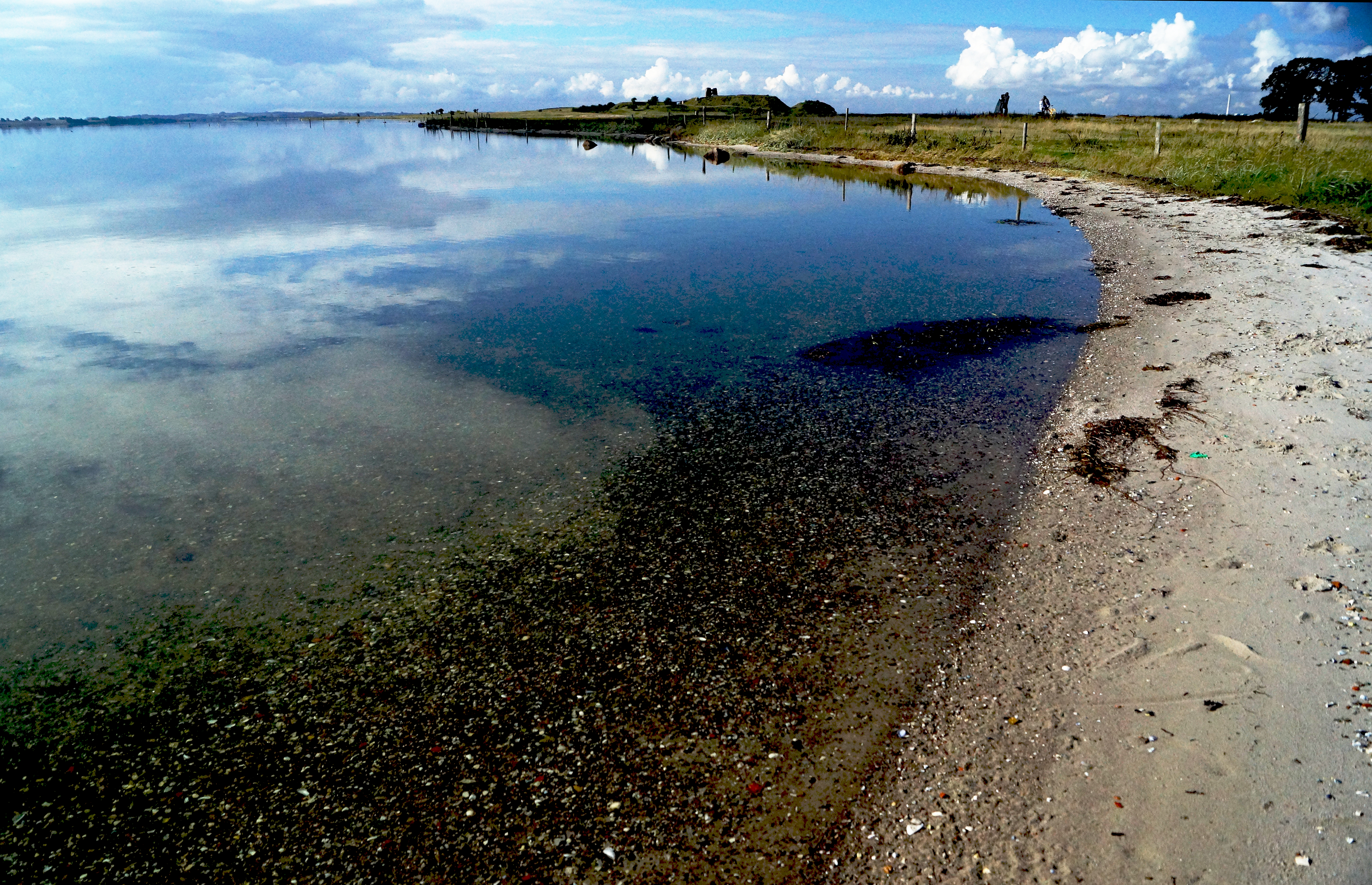
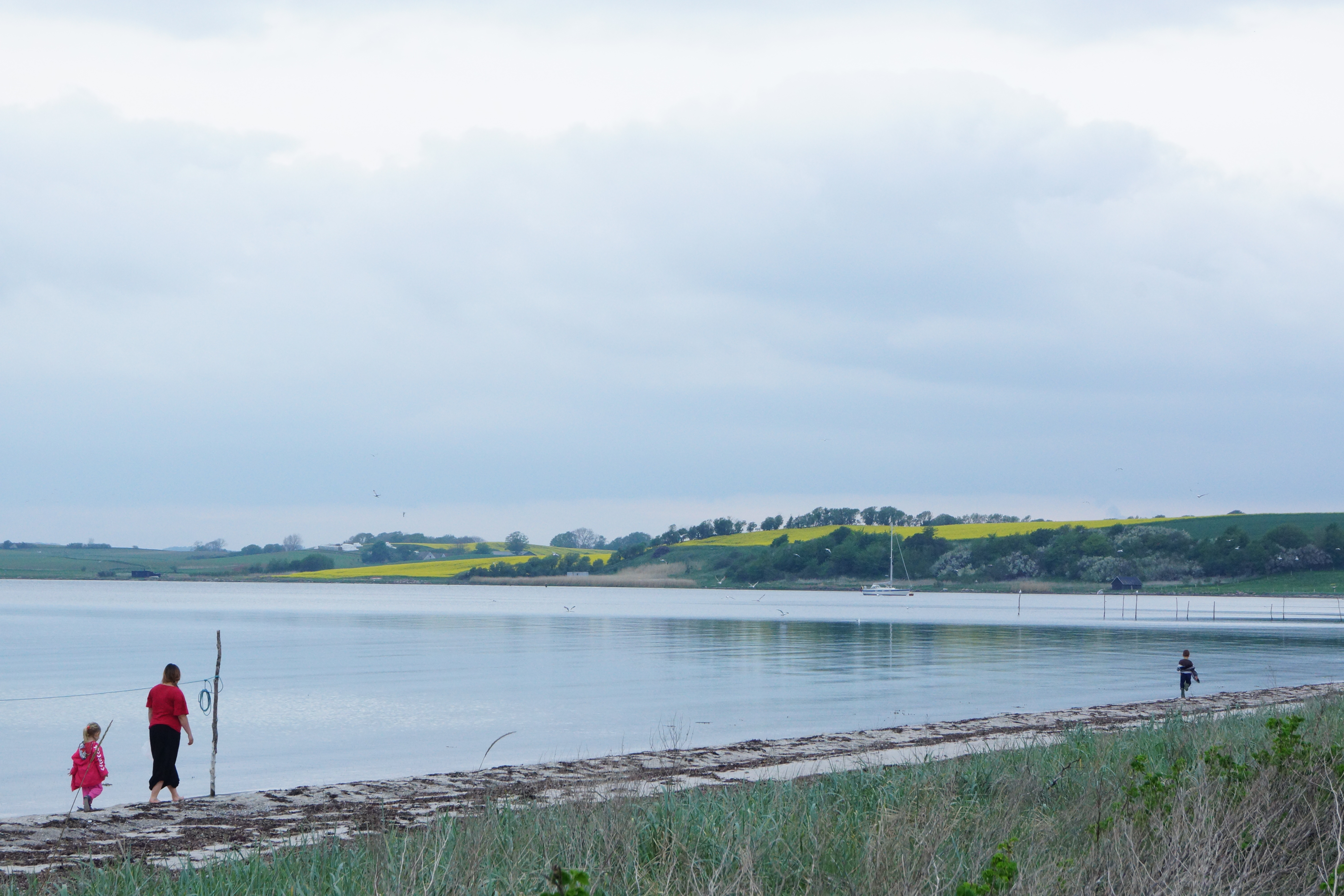
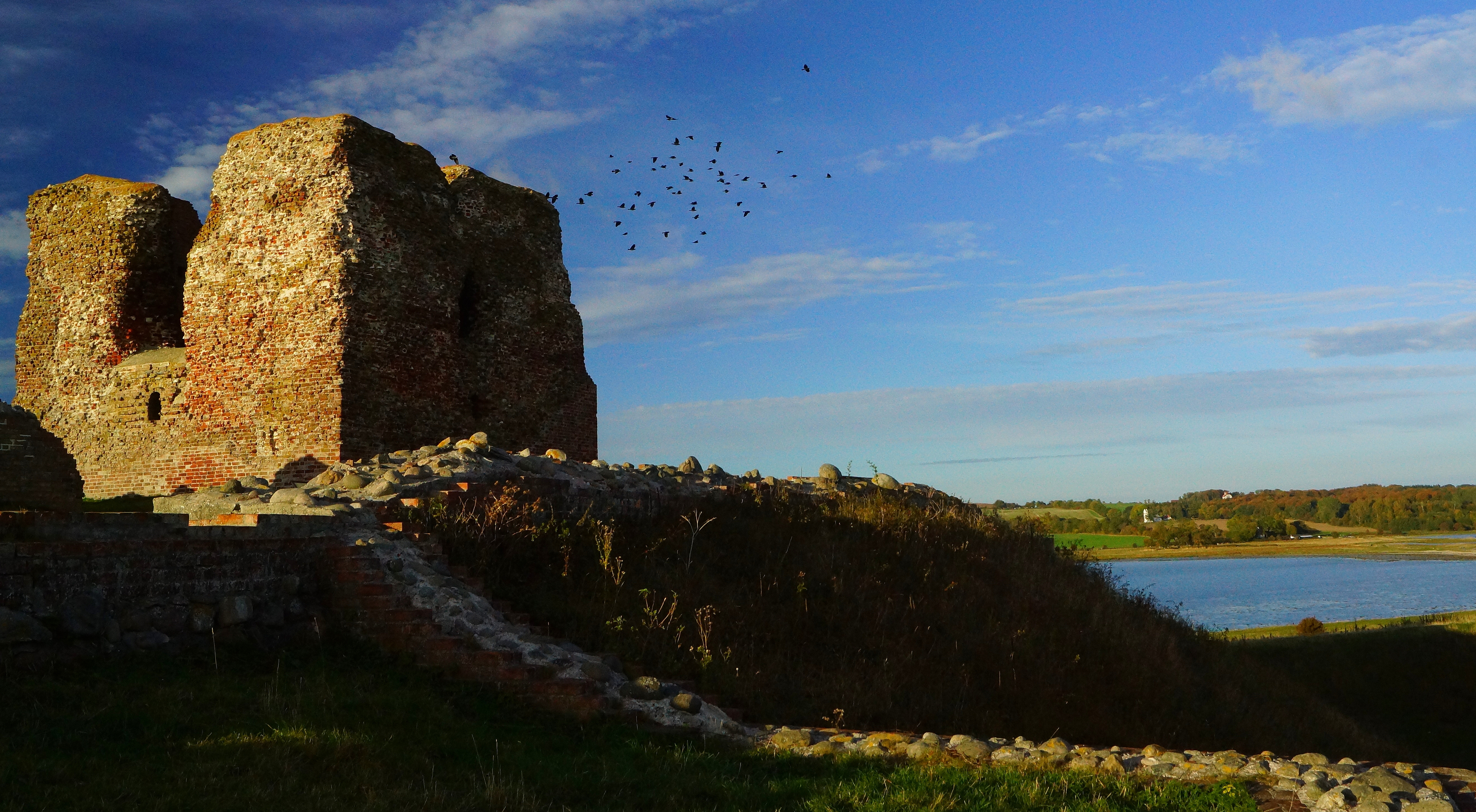
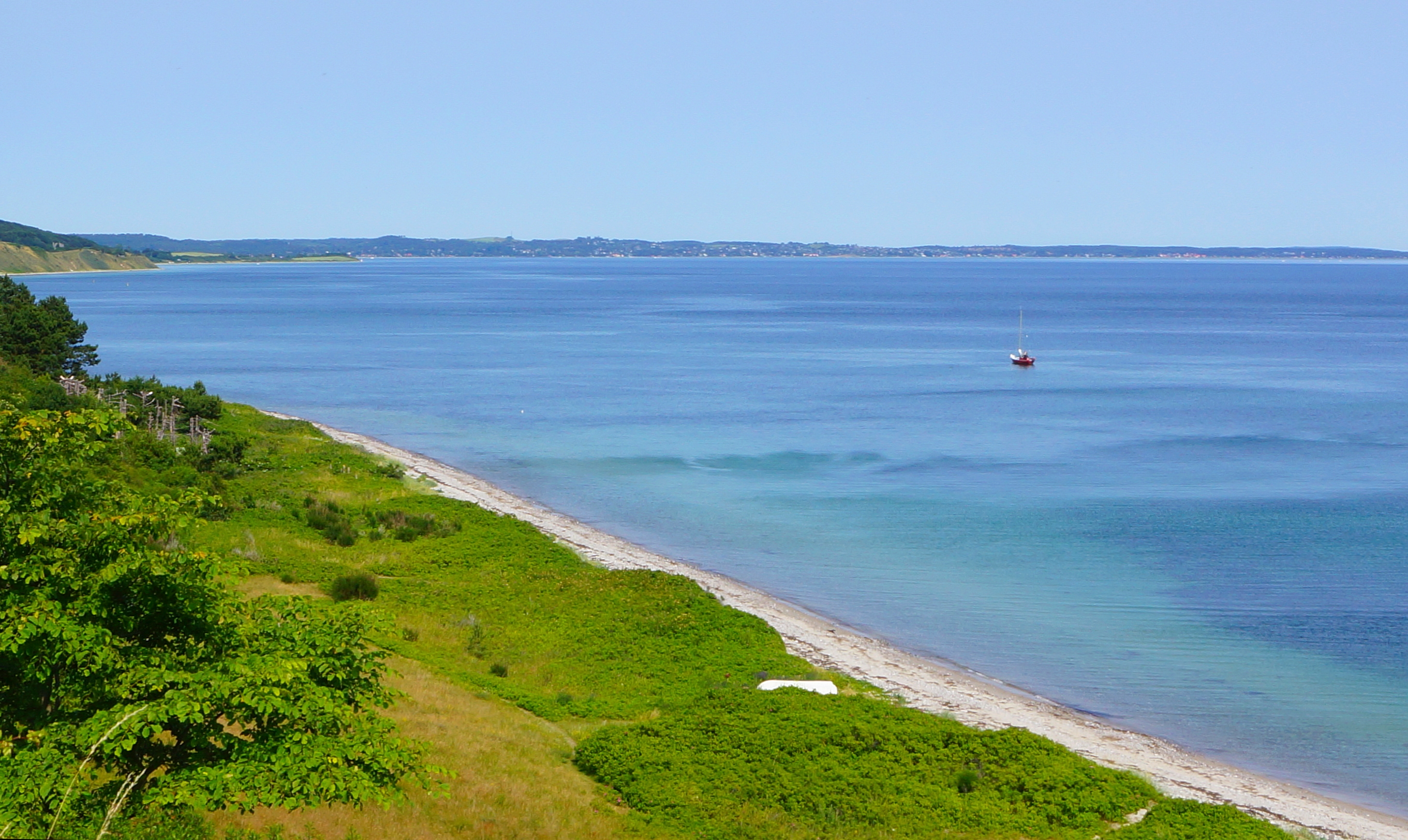
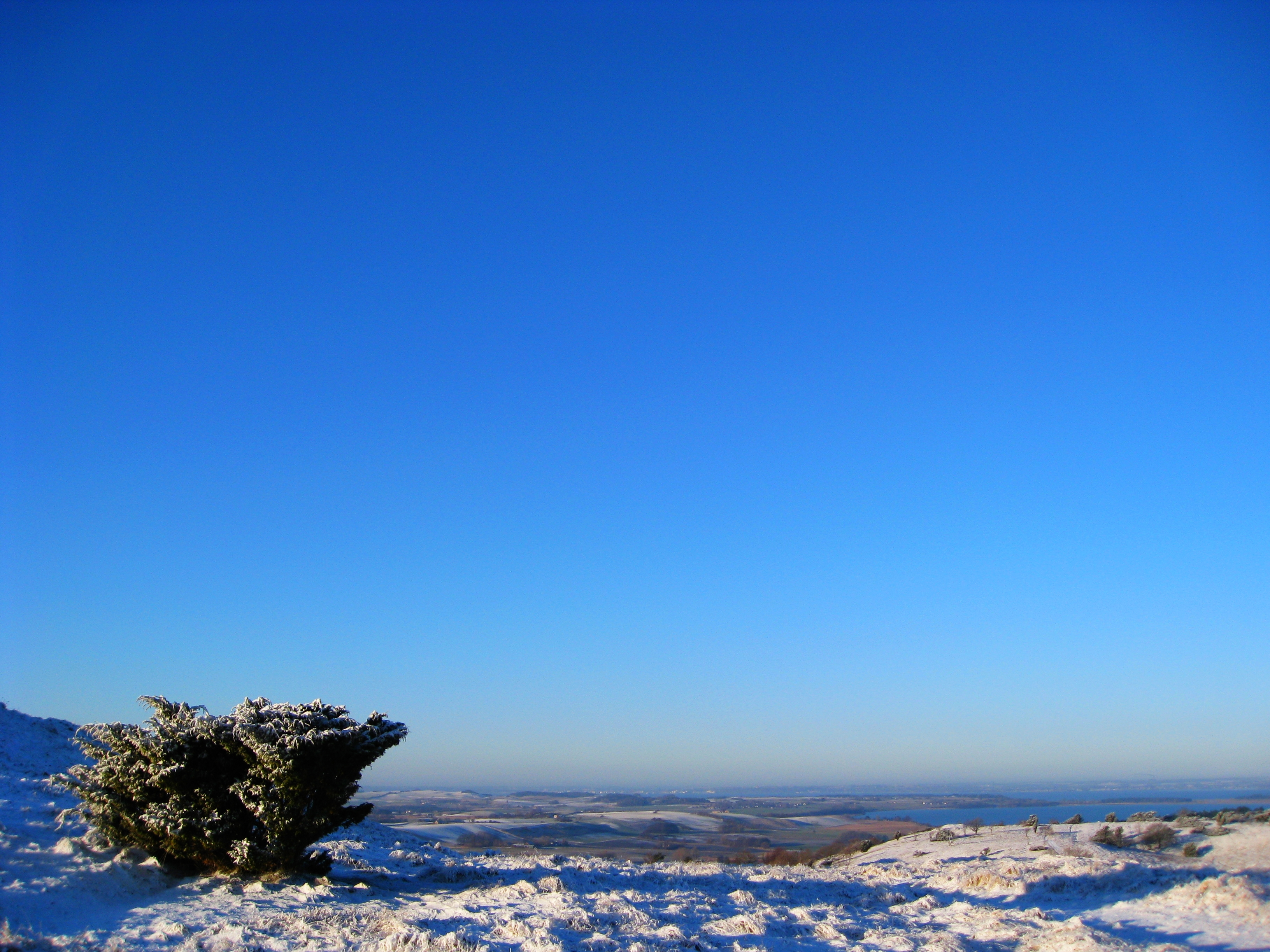
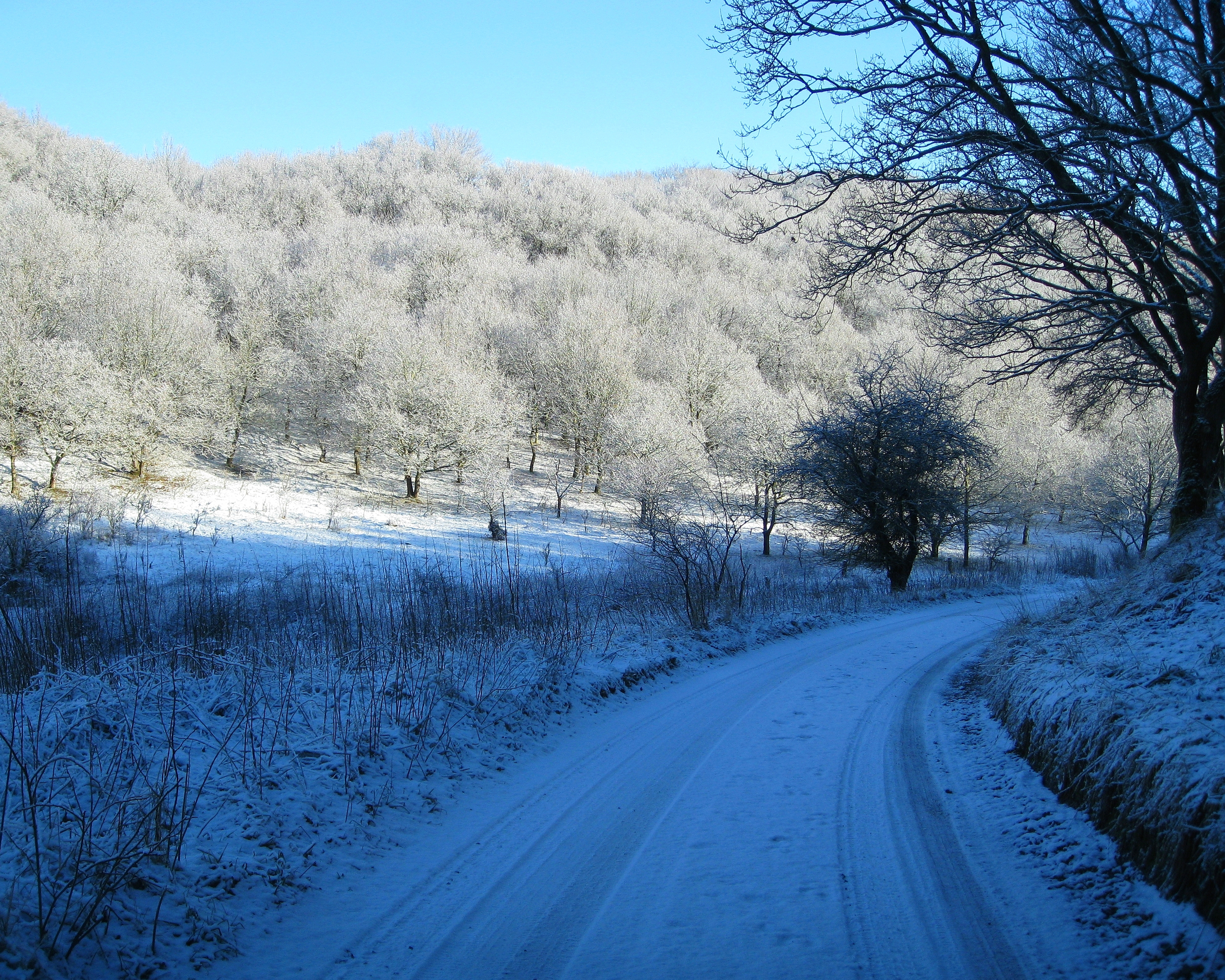